# Brötagylet
Brötagylet är en sjö i Karlshamns kommun i Blekinge och ingår i Mörrumsåns huvudavrinningsområde. Sjön är 10,4 meter djup, har en yta på 0,0506 kvadratkilometer och är belägen 80 meter över havet.